# سرگئی موسیسیان (دولتمرد)
سرگئی لِویکی موسیسیان (ارمنی: Սերգեյ Լեւիկի Մովսիսյան؛ زادهٔ ۲۳ سپتامبر ۱۹۸۹) یک سیاستمدار اهل ارمنستان است که از تاریخ ۲۰۱۹ تا کنون سمت نمایندگی دوره‌های هفتم و هشتم مجلس ملی جمهوری ارمنستان را برعهده داشت.

## زندگی‌نامه
وی در ۲۳ سپتامبر ۱۹۸۹ در پارپی به دنیا آمد و از دانشکده رادیوفیزیک دانشگاه دولتی ایروان فارغ‌التحصیل شد. 